# Fabian Rüth
Fabian Rüth (* 2. Juli 2001 in Köln) ist ein deutscher Fußballspieler. Der variabel eingesetzte Defensivspieler steht bei der BSG Chemie Leipzig unter Vertrag.

## Sportlicher Werdegang
Rüth begann mit dem Vereinsfußball beim SV Deutz 05. Über den FC Hennef 05 kam er 2015 in den Nachwuchsbereich von Bayer 04 Leverkusen. Vorzeitig in die B-Jugend-Mannschaft hochgezogen, wurde er mit dieser in seinem zweiten Jahr in der Spielzeit 2017/18 Westdeutscher Vizemeister hinter Borussia Dortmund. Anschließend standen sich die beiden Mannschaften im Halbfinale um die Deutsche U17-Meisterschaft gegenüber, in dem sich der BVB durchsetzte. Mit der U-19-Mannschaft trat er anschließend in der UEFA Youth League an. Zeitweise nahm er zudem als Nachwuchsspieler am Traininger der Profimannschaft unter Heiko Herrlich und Peter Bosz teil.
2020 wechselte Rüth zur TSG Hoffenheim, wo er in den Kader der seinerzeit in der viertklassigen Regionalliga Südwest antretenden zweiten Mannschaft aufgenommen wurde und dabei auf den zuvor aus der Bayer-Jugend dorthin gewechselten Chinedu Ekene traf. In der von den Auswirkungen der COVID-19-Pandemie in Deutschland stark beeinflussten Spielzeit 2020/21 kam er zu 22 Saisoneinsätzen und erzielte dabei ein Tor. Im Sommer 2021 war er in der Sommervorbereitung der Bundesligamannschaft unter Sebastian Hoeneß involviert und saß zum Auftakt der Spielzeit 2021/22 gegen den FC Augsburg auf der Ersatzbank, anschließend spielte er jedoch wieder für die Zweitvertretung in der vierten Liga.
Im Januar 2022 schloss sich Rüth dem Viertligisten Rot-Weiss Essen an, der in der Regionalliga West antrat. Unter Trainer Christian Neidhart kam er in der Rückrunde der Spielzeit 2021/22 zu drei Kurzeinsätzen als Einwechselspieler, als der Klub den Sprung in die 3. Liga schaffte. Kurz vor Ablauf der Wechselperiode im Sommer wurde er an den FC Rot-Weiß Koblenz in die Regionalliga Süd verliehen, hierzu verlängerte er mit den Essenern seinen ursprünglich bis 2023 laufenden Vertrag vorzeitig um ein Jahr. In seinem zweiten Ligaeinsatz für die Koblenzer zog er sich bei der 0:2-Auswärtsniederlage beim SSV Ulm 1846 eine Schulterverletzung zu, in deren Folge er langfristig ausfiel. Nach seiner Rückkehr im Frühjahr 2023 wurde er wieder von einer kleineren Verletzung gebremst, ehe er wieder in der Startformation stand. Im Mai 2023 zog er sich einen Kreuzbandriss zu, so dass er auch nach Ende der Leihe für RWE nicht zur Verfügung stand. Im Dezember des Jahres kehrte er ins Aufbautraining beim Drittligisten zurück und stand im Februar 2024 wieder im Spieltagskader. Als Einwechselspieler für Lucas Brumme debütierte er am 17. März beim 4:0-Erfolg gegen Borussia Dortmund II kurz vor Spielende in der 3. Liga, dies blieb sein einziger Ligaeinsatz im Saisonverlauf.
Im Juli 2024 schloss sich der vertragslose Rüth dem Nordost-Regionalligisten BSG Chemie Leipzig an, bei dem er einen Ein-Jahres-Kontrakt unterzeichnete. Danach verließ er den Verein.